# あのHUMPTY
あのHUMPTY(あのハンプティー)は、日本のロックバンド。

## 歴史
- 2002年 - インディーズロックバンド「HUMPTY」を結成。
- 2004年 - 参太（裸）が加入。「エンターテインメントロックバンド」とする。
- 2005年 - 1st DVD「HUMPTY 雷ノ陣」、2nd DVD「風ノ陣」リリース。即売会の販売数のインディーズ新記録を出す。
- 2006年 - 野中の脱退と同時にバンド名を「あのHUMPTY」に改名。同時にBassに松田貴志が加入。
- 2007年 - 1st Mini Album「チェリーダンス」でインディーズデビュー。
- 2008年 - 2nd Mini Album「悶☆パニック」リリース。m.c.A・Tプロデュースの「俺のラブソング」含む。
- 2009年 - 1st Album「【あの】1stアルバムを作ってみた【HUMPTY】」リリース。
- 2009年 - 日本青年館ワンマンライブにおいて、ソールドアウトを達成。
- 2010年 - 1st Single『飲み過ぎんなよ～Yaaaahバババイ～』発売。渋谷スクランブル交差点をはじめ、渋谷の8つの大型街頭ビジョンに「飲み過ぎんなよ～Yaaaahバババイ～」のPV SPOTが放映される。PVには元伝説のキャバ嬢立花胡桃、他100人以上のキャバ嬢を起用。レコチョクでダウンロード1位となる。YouTubeでは累計150万再生を超えるヒットとなる。
- 2011年 - 2nd Album「LOVE」リリース。
- 2011年 - 赤坂BLITZでワンマンライブを行う。
- 2012年 - 北山がブログにて7月を以て脱退を発表。その後、8月に京都、東京で行われたワンマンライブに出演した。

## メンバー

### 現メンバー
- 田中純弥（Vo.リーダー）
  - 1981年7月13日生まれ、京都府城陽市出身、A型
- 青山大輔（Gt.）
  - 1982年2月19日生まれ、京都府城陽市出身、B型
- 松田貴志（Bass）
  - 1981年6月19日生まれ、京都府向日市、A型
- 篠原弘嗣（Dr.）
  - 1980年9月23日生まれ、栃木県宇都宮市出身、A型
- 参太（裸）
  - 1981年11月10日生まれ、京都府京都市出身、O型

### 旧メンバー
- 野中和久（Bass）
  - 1981年9月17日生まれ、兵庫県西宮市出身、O型
- 北山純一（Gt.）
  - 1981年12月16日生まれ、京都府宇治市出身、A型

## ライブ
- 川崎クラブチッタイベントライブ　2005年7月18日
- 日本青年館ワンマンライブ　2009年10月4日
- ラゾーナ川崎ワンマンライブ　2009年12月25日
- ラゾーナ川崎ワンマンライブ　2010年3月13日
- 赤坂BLITZワンマンライブ　2011年5月4日
- 川崎クラブチッタイベントライブ　2012年6月28日

など。年間約40本以上ライブを行う。

## ディスコグラフィ

### CD
- 「V.A. / PICK-UP PROJECT '05／LUCKY」（2005年8月7日）価格: ¥1,500 (税込)VORS-6008　11.ダンシング・ダイナマイト
- 「V.A. / Nakiez vol.04」（2005年3月24日）価格: ¥2,100 (税込)PQCD-10053　CD+DVD (2枚組)　DISC1（CD）2.なきぞら、DISC2（DVD）12.B･A･N･Z･A･I アタック、13.Ritsエンジェル
- 1st Mini Album「チェリーダンス」（2007年3月26日）価格: ¥2,100 (税込)ANRD-00001
- 2nd Mini Album「悶☆パニック」（2008年8月30日）価格: ¥1,200 (税込)ANRD-00002
- 1st Album 「【あの】1stアルバムを作ってみた【HUMPTY】」（2009年7月26日）価格: ¥3,500 (税込) HFR-004 HEARTFULL ENTERTAINMENT
- 1st Single 「飲み過ぎんなよ～Yaaaahバババイ～」（2010年10月27日）価格: ¥1,500 (税込) HER-006～007 HEARTFULL ENTERTAINMENT
- 2nd Album 「LOVE」（2011年5月4日）価格: ¥3,000 (税込)HER-008 Heartfull Entertainment

### DVD
- 「HUMPTY 雷ノ陣」（2005年11月11日）価格: ¥2,980 (税込)　NZDV-0001
- 「HUMPTY 風ノ陣」（2005年12月27日）価格: ¥2,980 (税込)　NZDV-0002
- 「Ano nation」（2008年2月16日）価格: ¥4,800 (税込)
- 「【あの】2009年日本青年館、収録してみた【HUMPTY】」（2009年12月25日）価格: ¥3,800 (税込)　HFR-D-001　HEARTFULL-ENTERTAINMENT
- 「おバカなイケメンのハチャメチャエンターテインメント〜実力派とは呼ばないで〜」（2012年04月16日）価格: ¥3,000 (税込)TIED-0001　T-INFINITY ENTERTAINMENT

### 雑誌
- 「MUSiQ? SPECIAL OUT of MUSIQ」田中純弥のコラム～光と影～連載

### 出版物
- 「男のコのための超楽々エレキ塾☆」（2010年2月25日）YAMAHA　music media corporation
- 「男のコのための超楽々アコギ塾☆」（2010年2月25日）YAMAHA　music media corporation
- 「男のコのための超楽々ベース塾☆」（2010年3月24日）YAMAHA　music media corporation